# Cesare Ragazzi
Cesare Ragazzi (Bazzano, 22 agosto 1941 – Bazzano, 27 dicembre 2024) è stato un imprenditore, inventore e personaggio televisivo italiano.

## Biografia
Ragazzi nasce a Bazzano, nella periferia di Bologna, nel 1941.
Da giovane faceva parte del gruppo musicale I Vagabondi, nel quale ricopriva il ruolo di chitarrista e di seconda voce. Alla fine degli anni sessanta, Cesare Ragazzi cominciò a perdere i capelli e si mise quindi a studiare il problema della calvizie. Riuscì a inventare la protesi tricologica, ovvero un trapianto non invasivo che veniva applicato direttamente sul cuoio capelluto, attraverso un nastro apposito: egli stesso lo definì "un parrucchino di capelli naturali". La sua azienda, fondata nel 1968 e specializzata in soluzioni per la calvizie, poteva vantare tra i suoi clienti anche Lucio Dalla.
Fu il terzo imprenditore italiano a pubblicizzare la sua azienda con la propria immagine, dopo il dottor Nicola Ciccarelli (parafarmaceutici) e Lamberto Gancia (vini e spumanti). Grazie a un'indovinata campagna pubblicitaria, a partire dagli anni ottanta fu ospite in diverse trasmissioni televisive tra cui Quelli che il calcio, Passaparola, Torno sabato...e tre di Giorgio Panariello. Lo slogan utilizzato negli spot televisivi ("Salve... sono Cesare Ragazzi!") divenne un tormentone.
Nell'ottobre del 2009 la società da lui fondata fu dichiarata fallita dal Tribunale di Bologna.
Ragazzi è morto a 83 anni la sera del 27 dicembre 2024 nella propria abitazione di Bazzano a causa di un malore.

## Vita privata
Dal suo matrimonio con Marta nacquero tre figli: Nicola, Simona e Alessia.

## Nei media
- A Cesare Ragazzi venne chiesto di interpretare sé stesso nel film Arrapaho degli Squallor ma egli vi oppose un rifiuto; al suo posto venne utilizzata una sua controfigura che ne mantenne il nome[6] (questo secondo quanto affermato dal regista del film in questione, Ciro Ippolito, nel commento presente nel DVD in commercio)[7].

- Ragazzi è citato da Billo nel celebre Vacanze di Natale di Vanzina e dal duo Villaggio-Dorelli nel film A tu per tu, nelle canzoni Black & Decker, Piacere Pesce e Rep e rip, tratte dall'album Arrapaho sempre degli Squallor; nei brani di Caparezza Annunciatemi al pubblico e di J-Ax L'Uomo col cappello, nella canzone La Pentola della Paolino Paperino Band[8].